# Arrangement en gris et noir n° 1
Pour les articles homonymes, voir Arrangement (homonymie).
Ne doit pas être confondu avec Arrangement en gris et noir no 2.
Arrangement en gris et noir no 1, dit aussi Portrait de la mère de l'artiste ou La Mère de Whistler, est un tableau du peintre américain James Abbott McNeill Whistler, peint en 1871 à Londres et représentant la mère de l'artiste, Anna McNeill Whistler. Acheté par l'État français en 1891, il est conservé au musée d'Orsay à Paris. 
Ce portrait est aujourd'hui considéré comme une des œuvres les plus célèbres d'un artiste américain à être conservée hors des États-Unis. Elle a été décrite à la fois comme une icône américaine, et une Mona Lisa victorienne. 

## Conception du tableau
Le titre original de cette œuvre est Arrangement in Grey and Black, en vertu du principe qu'avait Whistler de donner à ses tableaux des titres musicaux afin de laisser prévaloir l'harmonie de l’œuvre sur le traitement d'un sujet. 

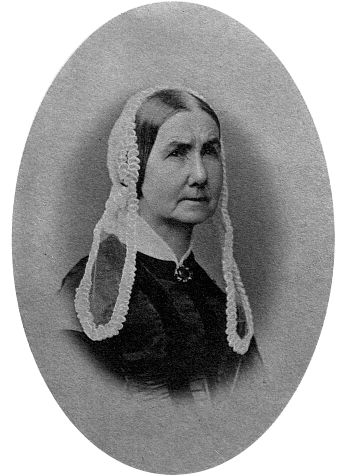
Anna Matilda Whistler vers 1850.

Elle représente la mère de l'artiste, Anna Matilda McNeill Whistler (1804-1881), installée de profil sur une chaise, les pieds posés sur un reposoir. On distingue dans le haut de la tenture, sur le côté droit, le monogramme du peintre. Le petit tableau suspendu au mur montre une vue de la Tamise.  
Anna et son fils vivaient alors à Londres, à Cheyne Walk, dans le quartier de Chelsea. Achevée durant l'été 1871 dans l'atelier du peintre au 2 Lindsey Row, la toile est exposée pour la première fois à l'Exposition de la Royal Academy de Londres en 1872, sans aucun succès.
L'historien et philosophe Thomas Carlyle accepta ensuite de poser pour l'artiste qui composa Arrangement in Grey and Black, No. 2: Portrait of Thomas Carlyle (1872-1873) : après coup, la première composition prit le numéro 1.
Arrangement en gris et noir no 1, rapidement plus connue sous le nom de Mère de Whistler, est achetée par l'État français en 1891 et confiée au musée du Luxembourg où elle resta longtemps exposée, ce dont l'artiste tirait une grande fierté. Elle est affectée en 1922 au musée du Louvre, puis transférée en 1986 au musée d'Orsay, toujours à Paris.

## Dans la culture et la fiction

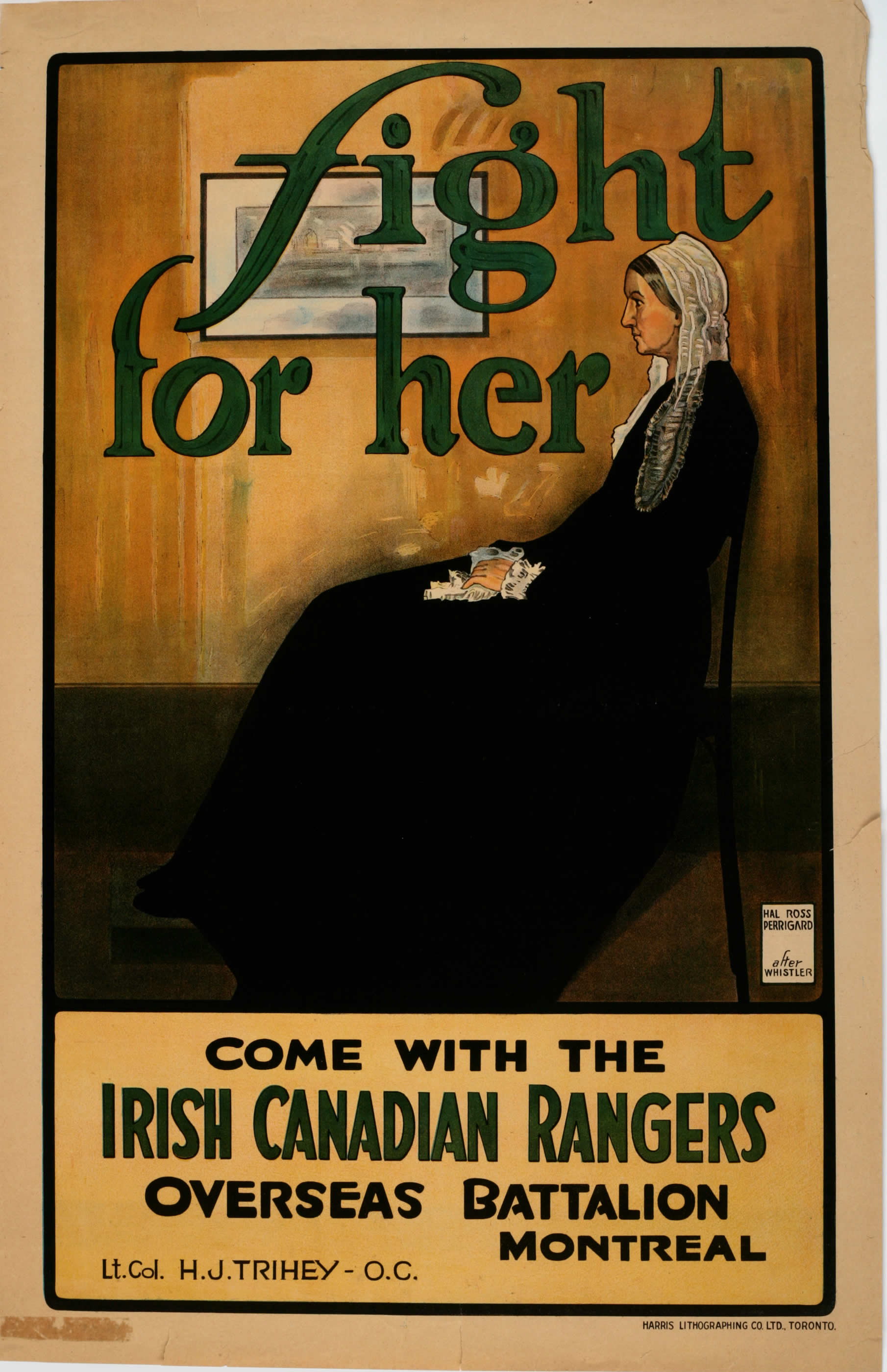
Fight for Her (« Combattez pour elle »), affiche canadienne de recrutement des Irish Canadian Rangers au cours de la Première Guerre mondiale, incitant les hommes à s’enrôler et à combattre pour les femmes qui leur sont chères.

L'œuvre de Whistler connaît un succès considérable auprès du public américain plusieurs décennies après sa création : au moment de la Grande Dépression que connaît le pays dans les années 1930, le tableau est prêté par la France et circule à travers le pays ; l'image de cette mère stoïque est interprétée comme un symbole exactement adapté à la rudesse des temps et à la résilience de la population.
Il y est souvent fait référence dans la culture populaire américaine. Le tableau est apparu notamment dans le court-métrage d'animation de Walt Disney Bonne nuit Donald (1941) avec en vedette Donald Duck, et il est l'un des éléments-clef du scénario du film Bean (1997), avec Mr Bean en tant qu'anti-héros. La Mère de Whistler apparaît aussi dans deux épisodes de la série d'animation américaine Les Simpson : Rosebud et Pour quelques milliards de plus. Le tableau apparaît également discrètement dans le film Les Valeurs de la famille Addams ainsi que dans Lego Ninjago, le film. Il constitue par ailleurs un élément important du film français La Fête des mères.
L'œuvre est également représentée par un monument de bronze à l'hommage des mères dans la ville d'Ashland, en Pennsylvanie (É.-U.), lequel a été érigé par l'Ashland Boys Association en 1937. 

La Mère de Whistler dans la culture populaire
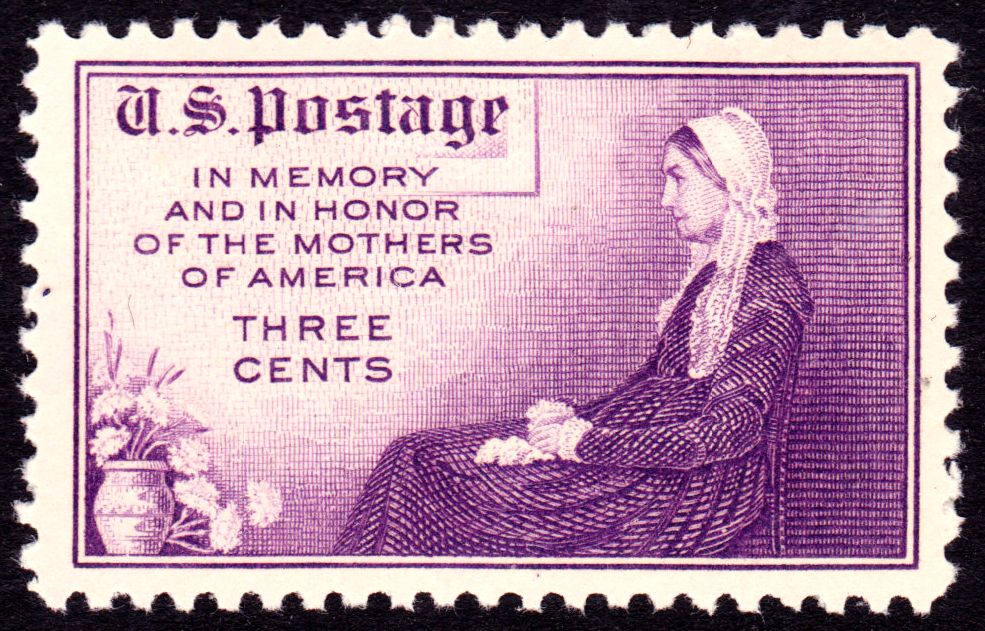
Timbre émis par la poste américaine en 1934 « en mémoire et en l'honneur des mères des États-Unis »[8].
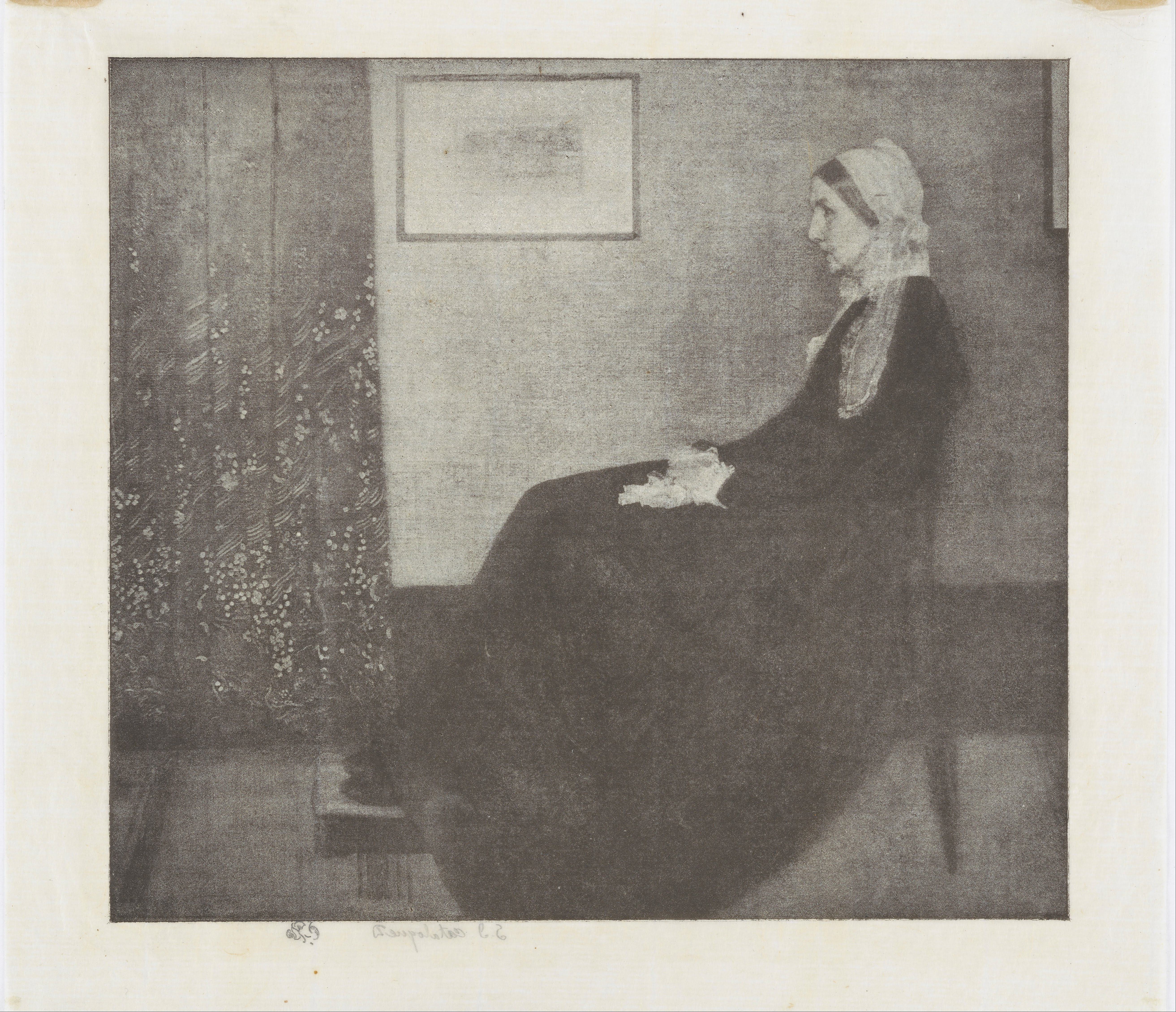
Estampe reproduisant le tableau, 1893.